# 拓撲排序
在计算机科学领域，有向图的拓扑排序（英語：Topological sorting）或拓撲定序（英語：Topological ordering）是对其顶点的一种线性排序，使得对于从顶点{\displaystyle u}到顶点{\displaystyle v}的每个有向边{\displaystyle uv}，{\displaystyle u}在排序中都在{\displaystyle v}之前。
例如，图形的顶点可以表示要执行的任务，并且边可以表示一个任务必须在另一个任务之前执行的约束；在这个应用中，拓扑排序只是一个有效的任务顺序。
当且仅当图中没有定向环时（即有向无环图），才有可能进行拓扑排序。
任何有向无环图至少有一个拓扑排序。已知有算法可以在线性时间内，构建任何有向无环图的拓扑排序。
在图论中，由一个有向无环图的顶点组成的序列，当且仅当满足下列条件时，才能称为该图的一个拓扑排序：
1. 序列中包含每个顶点，且每个顶点只出现一次；
2. 若A在序列中排在B的前面，则在图中不存在从B到A的路径。

## 算法

### 卡恩算法
卡恩于1962年提出了该算法
。简单来说，假设L是存放结果的列表，先找到那些入度为零的节点，把这些节点放到L中，因为这些节点没有任何的父节点。然后把与这些节点相连的边从图中去掉，再寻找图中的入度为零的节点。对于新找到的这些入度为零的节点来说，他们的父节点已经都在L中了，所以也可以放入L。重复上述操作，直到找不到入度为零的节点。如果此时L中的元素个数和节点总数相同，说明排序完成；如果L中的元素个数和节点总数不同，说明原图中存在环，无法进行拓扑排序。
```
L ← 包含已排序的元素的列表，目前为空
S ← 入度为零的节点的集合
当 S 非空时：
    将节点n从S移走
    将n加到L尾部
    选出任意起点为n的边e = (n,m)，移除e。如m没有其它入边，则将m加入S。
    重复上一步。
如图中有剩余的边则：
    return error   
(图中至少有一个环)

否则： 
    return L   
(L为图的拓扑排序)
```

### 深度优先搜索
另一种拓扑排序的方法运用了深度优先搜索。深度优先搜索以任意顺序循环遍历图中的每个节点。若搜索进行中碰到之前已经遇到的节点，或碰到叶节点，则中止算法。
```
L ← 一个空的 用来存放已排序的节点的列表
当图中存在未永久标记的节点时：
    选出任何未永久标记的节点n
    visit(n)

function visit(节点 n)
    如n被永久标记：
        return
    如n被临时标记：
        stop   (不是定向无环图，至少有一个环)
  
    将n临时标记
  
    对于每一个以n为起点的边(n,m)：
        visit(m)
  
    去掉n的临时标记
    将n永久标记
    在L的起始位置插入n（如L已有内容 后移它们以空出起始位置）
```

这种拓扑排序的方法被首次公开于Tarjan的著作中。

## 例子
在某校的选课系统中，存在这样的规则：每门课可能有若干门先修课，如果要修读某一门课，则必须要先修读此课程所要求的先修课后才能修读。假设一个学生同时只能修读一门课程，那么，被选课系统允许的他修完他需要所有课程的顺序是一个拓扑序。
在这个例子中，每一门课程对应有向图中的一个顶点，每一个先修关系对应一条有向边（从先修课指向需要先修课的课）。